# Смирнов, Дмитрий Николаевич (футболист)
Дми́трий Никола́евич Смирно́в (9 ноября 1980, Москва, СССР) — российский футболист, защитник и полузащитник.

## Карьера
Воспитанник московской ФШМ, первый тренер — Михаил Львович Деревянов. Карьеру начал в «Торпедо-ЗИЛе». В сезоне-1998, ставшем для него дебютным, выиграл в составе команды первенство зоны «Запад» Второго дивизиона, а в 2000 году занял 2-е место в Первом дивизионе. Затем провёл за этот клуб три сезона в Высшей лиге. В 2004 году перешёл в «Факел», в дебютном матче против пензенского «Зенита» (2:0) сумел отличиться забитым мячом. Вместе с командой стал победителем первенства зоны «Центр» Второго дивизиона. Летом 2005 года подписал контракт с «Химками». В 2006 году подписал контракт с клубом «Луч-Энергия», за который выступал три сезона, являлся игроком основного состава. После вылета клуба из Премьер-лиги перешёл в стан «Томи». Завершил карьеру в 2012 году в московском «Торпедо».
В Премьер-Лиге провёл 173 матча, забил 6 мячей.
В «Торпедо-ЗИЛе», «Луче-Энергии» и «Томи» играл вместе со своим тёзкой и однофамильцем Дмитрием Александровичем Смирновым (Смирновым I). В командах у них были прозвища «Рони» и «Смира» соответственно. С 2018 года оба работают тренерами в футбольной школе «Строгино».
В 2009 году получил диплом о высшем образовании в МГАФК по специальности «футбольный тренер».

## Достижения
- Серебряный призёр Первого дивизиона: 2000
- Победитель Второго дивизиона (2): 1998 (зона «Запад»), 2004 (зона «Центр»)